# Ludwig Plagge
Ludwig Plagge (Landesbergen, Imperio alemán, 13 de enero de 1910 - Cracovia, Polonia, 24 de enero de 1948) fue un Oberscharführer de las SS y miembro del personal de los campos de concentración de Auschwitz, Buchenwald, Sachsenhausen y Majdanek. Fue procesado en el juicio de Auschwitz y ejecutado por crímenes de guerra.

## Biografía
Nacido en Landesbergen, Plagge completó ocho años de escuela y se convirtió en agricultor. Se unió al partido nazi el 1 de diciembre de 1931 y a las SS en octubre de 1934, con el número de miembro 270620. El 20 de noviembre de 1939 inició el servicio activo y fue destinado al campo de concentración de Sachsenhausen, donde permaneció hasta finales de junio de 1940. Posteriormente fue enviado a Auschwitz en julio de 1940 y fue uno de los primeros hombres de las SS destinados allí.
Permaneció allí hasta el 4 de octubre de 1943. Sus funciones incluyeron la de Blockführer (líder de bloque, incluyendo el Bloque 11, el bloque de la muerte) y Rapportführer. En el campo de gitanos de Birkenau, desempeñó el papel de líder adjunto desde su apertura hasta otoño de 1943, y en el verano también fue líder interino de la custodia protectora (Schutzhaftlagerführer). De Auschwitz fue enviado al campo de Majdanek en Lublin, para posteriormente en 1944 ser destinado al campo de concentración de Flossenbürg. Desde el 19 de marzo hasta el 23 de abril de 1945 fue el jefe de mando superior del subcampo de Ratisbona. También fue miembro de Lebensborn.
Plagge se destacó por su brutalidad, particularmente contra los judíos. Participó en el gaseamiento de miles de sinti y romaníes, así como de judíos de Theresienstadt.
Era conocido por someter a los prisioneros a castigos en forma de ejercicios físicos, conocidos como "deporte" en el campo. A los presos en cuarentena también se les obligaba a hacer estos ejercicios. Ordenaba a un grupo de prisioneros realizar cualquier acción, como caminar, cantar, correr, gatear sobre los codos y las puntas de los pies, rodar por el suelo cubierto de grava y ladrillos triturados, etc. Plagge fue un especialista en la invención de estos ejercicios, que debían realizarse muy rápidamente sin tener en cuenta la edad y la salud de los prisioneros. Hacía correr a los presos durante horas llevando su pipa entre los dientes, y golpeaba a los que caían, obligándolos a continuar. Los presos lo apodaron "das Pfeifchen" (en español: la pequeña pipa).
Plagge fue procesado por el Tribunal Nacional Supremo en el Juicio de Auschwitz en Cracovia. Durante el juicio admitió que solo golpeaba a los prisioneros. Con la esperanza de que se salvara su vida, le dijo al tribunal que después de la expiación por sus crímenes, sería considerado un buen hombre, pero fue sentenciado a muerte debido a las abrumadoras evidencias en su contra. Fue ejecutado el 24 de enero de 1948 en la horca en la prisión de Montelupich, Cracovia.